# تاجر البندقية (مسرحية)
تاجر البندقية (بالإنجليزية: The Merchant of Venice) هي إحدى أشهر مسرحيات الكاتب الإنجليزي وليم شكسبير، يُعتقد أنها كُتبت بين عامي 1596 و1598، وقد حظيت بدراسة مستمرة من النقاد العالميين، ومعاداة من قبل التوجه الرسمي لليهود بسبب شخصية شايلوك المثيرة للجدل. تبدأ المسرحية مع تاجر شاب من إيطاليا يدعى أنطونيو، ينتظر مراكبه لتأتي إليه بمال تجارته، لكنه يحتاج للمال الفوري من أجل صديقه الذي يحبه كثيرًا، بسانيو، لأنه أراد التزوج من المرأة التي يحبها، بورشيا.
وفي المسرحية خيوط أخرى تتحدث عن عداء المسيحيين لليهود، وعن الحب والثروة والعزلة والرغبة في الانتقام.
أنتجت هذه المسرحية مرات كثيرة، وكان آخر إنتاج بارز لها فيلم تاجر البندقية من بطولة آل باتشينو.

## الشخصيات
| - أنطونيو - تاجر البندقية البارز في مزاج حزين. - بسانيو - صديق أنطونيو المقرب. خاطب لبورتيا وفيما بعد زوج بورتيا. - غراتيانو أو جراتشيانو - صديق أنطونيو وباسانيو. وهو في حالة حب مع نيريسا. في وقت لاحق زوج نيريسا. - لورنزو - صديق أنطونيو وبسانيو. عاشق جسيكا وفيما بعد زوج جيسيكا. - بورشيا أو بورتيا - وريثة غنية. فيما بعد زوجة بسانيو. - نرسيا أو نيريسا - الخادمة المنتظرة لبورتيا. تُحب غراتيانو وفيما بعد زوجة جراتيانو. تتنكر في صورة كاتبة بورشيا. - بالسازار - خادم بورشيا. - ستيفانو - خادم بورشيا. - شايلوك - مرابي يهودي بخيل ووالد جيسيكا. - جيسيكا - ابنة شايلوك، وحبيبة لورنزو زوجته فيما بعد. | - توبال - يهودي وصديق شيلوك. - لانسولوت أو لاونسيلوت غوبو - خادم شايلوك ثم خادم بسانيو. ابن غوبو العجوز. - غوبو العجوز - والد لاونسيلوت الأعمى. - ليوناردو - عبد لبسانيو. - دوق البندقية - السلطة التي تترأس قضية سندات شيلوك. - أمير المغرب - خطيب لبورتيا. - أمير أراغون - خاطب لبورتيا. - سالارينو وسالانيو (المعروف أيضًا باسم سولانيو) - أصدقاء أنطونيو وباسانيو. - ساليريو - رسول من البندقية. صديق أنطونيو وباسانيو وآخرين. - عظماء البندقية وضباط من محكمة العدل وسجٌانون وخدم لبورتيا وحاضرون آخرون والدكتور بيلاريو ابن عم بورشيا. |

## المكان
- تجري وقائع هذه الرواية بين مدينة البندقية وقصر بورشيا بمدينة بلمونت الخيالية. كما تجري أحداث الفصل الرابع في المحكمة حيث يلتقي «شايلوك» اليهودي بأنطونيو ليأخذ منه رطلا من لحمه بسبب عدم سداد الدين في الوقت المتفق عليه.

## أحداث الرواية

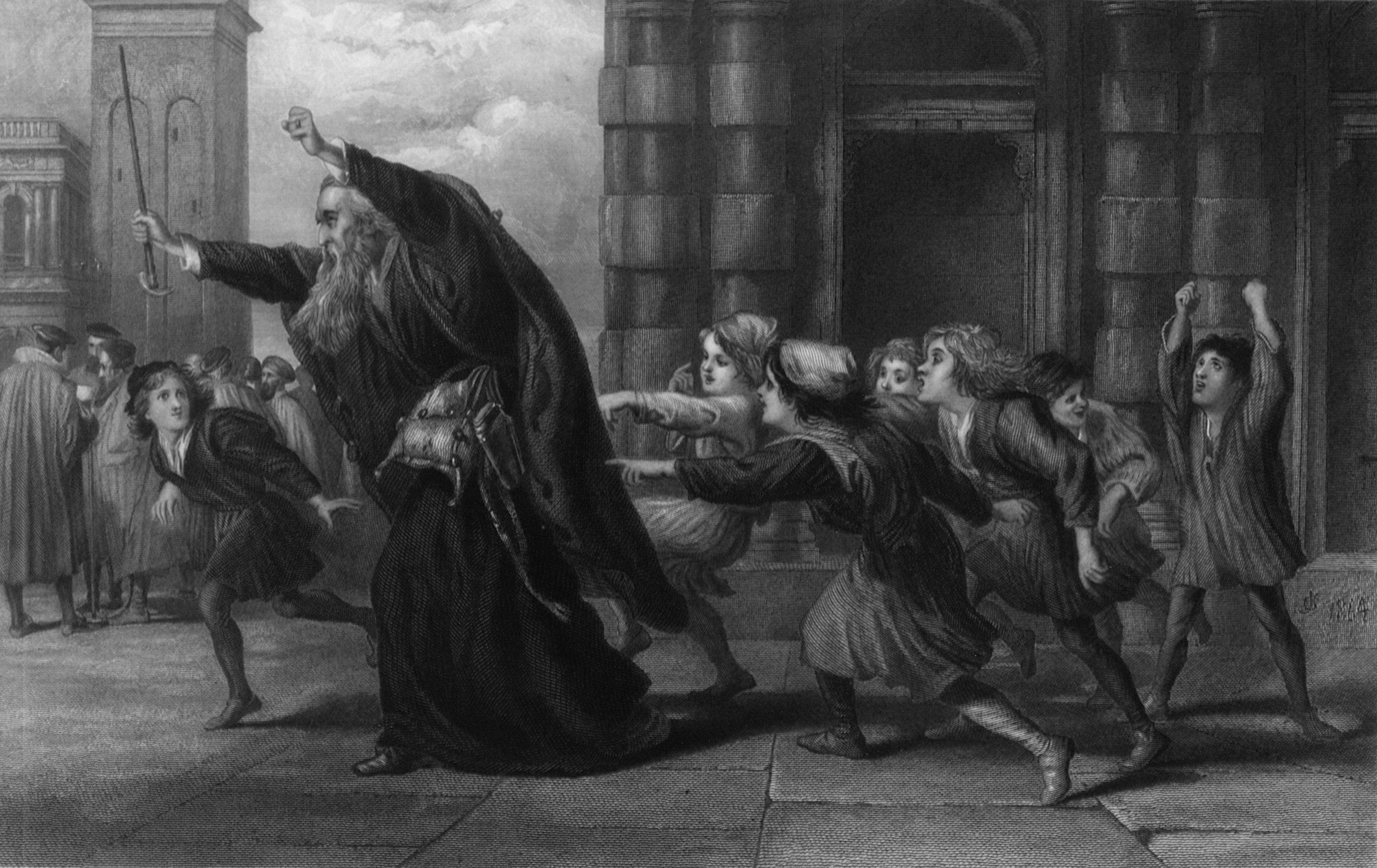
شيلوك من نسخة جيلبرت بعد المحاكمة، رسم توضيحي لتاجر البندقية

في مدينة فينيسا «البندقية» في إيطاليا، كان اليهودي الجشع «شيلوك» قد جمع ثروة طائلة من المال الحرام؛ فقد كان يقرض الناس بالربا الفاحش، وكانت مدينة البندقية في ذلك الوقت من أشهر المدن التجارية، ويعيش فيها تجار كثيرون من المسيحيين من بينهم تاجر شاب اسمه «أنطونيو».
«أنطونيو» شخص ذو قلب طيب كريم، ولا يبخل على كل من يلجأ إليه للاقتراض دون أن يحصل من المقترض على ربا أو فائدة لذلك؛ فاليهودي «شيلوك» يكرهه ويضمر له الشر بالرغم مما كان يبديه له من نفاق واحترام مفتعل. وفي أي مكان كان يلتقي فيه «أنطونيو» و«شيلوك» كان «أنطونيو» يعنفه ويوبخه، بل ويبصق عليه ويتهمه بقسوة القلب والاستغلال، وكان اليهودي يتحمل هذه المهانة، وفي الوقت نفسه كان يتحين أيه فرصة تسنح له للانتقام من «أنطونيو».
وكان جميع أهالي «البندقية» يحبون «أنطونيو» ويحترمونه لما عرف عنه من كرم وشجاعة، كما كان له أصدقاء كثيرون يعزهم ويعزونه. ولكن أقرب الاصدقاء وأعزهم على قلب «أنطونيو» كان صديقا شابا يدعى «بسانيو» وهو نبيل من نبلاء البندقية، إلا أنه كان صاحب ثروة بسيطة، أضاعها وبددها بالإسراف الشديد على مظاهر حياته، وكلما كان يحتاج إلى المزيد من النقود ليصرفها، كان يلجأ إلى صديقه «أنطونيو» الذي كان لا يبخل عليه أبدا ويعامله بكل كرم يليق به كصديق من أعز أصدقائه.
وفي إحدى الايام قال «بسانيو» لصديقه «أنطونيو» إنه مقبل على الزواج من فتاة ثرية ورثت عن أبيها ممتلكات وثروة كبيرة، وإنه يحتاج إلى ثلاثة آلاف من الجنيهات حتى يبدو مظهره أمامها كعريس يليق بها. ولكن «أنطونيو» لم يكن يمتلك هذا المبلغ في ذلك الوقت، حيث كان ينتظر سفنه القادمة المحملة بالبضائع التي يمكن أن يبيعها عند وصولها، ولكي يلبي «أنطونيو» طلب صديقه العزيز، قرر أن يقترض هذا المبلغ من اليهودي «شيلوك» على أن يرد له هذا الدين وفوائده فور وصول سفنه المحملة بالبضائع.
وذهب الصديقان إلى «شيلوك» وطلب «أنطونيو» منه أن يقرضه مبلغ ثلاثه آلاف من الجنيهات بأي نسبة فائدة يطلبها، مع وعد بأن يرد إليه القرض وفوائده عند وصول السفن في موعد قريب، عندها سنحت الفرصة التي كان يتحينها اليهودي «شيلوك» للتاجر «أنطونيو»، ودارت في ذهن اليهودي أفكار الشر والأذى والانتقام، وظل يفكر طويلا فيما عساه يصنعه بهذا التاجر الذي يعطي للناس نقودا بلا فائدة: "هذا التاجر الذي يكرهني ويكره شعبنا اليهودي كله..إنه يسبني ويلعنني ويسمني بالكافر.. وبالكلب الأزعر.. ويبصق على عباءتي كلما رآني.. وها هي الفرصة قد سنحت أمامي لكي انتقم.. وإذا لم اغتنم هذه الفرصة فلن يغفر لي ذلك أهلي وعشيرتي من اليهود الآخرين".
قال «شيلوك» وهو يخفي الحقد والكراهية في قلبه: "يا «أنطونيو» كثيرا ما شتمتني ولعنتني وركلتني بقدمك كما لو أني كلب من الكلاب..وها أنت ذا جئتني وتطلب مني أن أساعدك بثلاثة آلاف من الجنيهات..فهل تظن يا سيدي أن كلبا يمكنه أن يقدم لك مثل هذا القرض..؟!
فقال «أنطونيو» بشجاعه: "حتى لو أقرضتني هذه النقود، فسوف أظل أدعوك كلبا وأركلك بقدمي وأبصق عليك وعلى عباءتك.. أقرضني هذه النقود وافرض وزد عليها ما شئت من فوائد تطمع فيها.. وسوف يكون لك الحق في أن تفرض على ما شئت من عقاب إذا لم أردها إليك في الوقت المتفق عليه.
وعندئذ قال «شيلوك» بكل خبث ودهاء إنه على استعداد أن يقدم لأنطونيو هذا القرض بدون فوائد على الإطلاق، ولكن بشرط واحد: هو أن يذهبا معا إلى المحامي، وأن يوقع أنطونيو» على عقد- يبدو كما لو كان مزاحا-، يتيح لليهودي «شيلوك» أن يقطع رطلا من اللحم، ومن أي جزء يختاره «شيلوك» من جسم «أنطونيو»؛ إذا عجز هذا الأخير عن رد الآلاف الثلاثة من الجنيهات التي اقترضها، في الموعد المحدد!
وحاول «بسيانو» أن يثني صديقه «أنطونيو» عن توقيع هذا العقد اليهودي الماكر، ولكن «أنطونيو» صمم على التوقيع دون خوف؛ لأن سفنه وبضائعه ستصل قبل أن يحل موعد السداد بمدة كافية، ولن تكون هناك فرصة أمام «شيلوك» لتنفيذ هذا المزاح...
وهكذا وقع «أنطونيو» على العقد...!
ولكن ذلك حال دون تنفيد الصك حيث لم يتمكن أنطونيو من إعادة الدين والفوائد؛ فوصل بهم الأمر للمحكمة وهناك وقف الجميع إلى جانب أنطونيو وصديقه يسيانو إلا أن شيلوك سوغ هدفه بكون أنطونيو يسخر منه ومن عباءته اليهودية.. وألحق به الخسائر حين أقرض المال دون فائدة مما سبب هبوطها في البندقية.. وبعد حديث مطول في محاولة إقناع شيلوك بالتنازل عن إتمام ما ورد في الصك أعطى بسانيو لشايلوك ستة آلاف دوقية مقابل الآلاف الثلاث، إلا أن شايلوك بقي على رأيه ورفض المال مطالبا المحكمة بتنفيذ ما ورد في الصك باقتطاع رطل لحم من جسد أنطونيو.

## أصول لعناصر الرواية

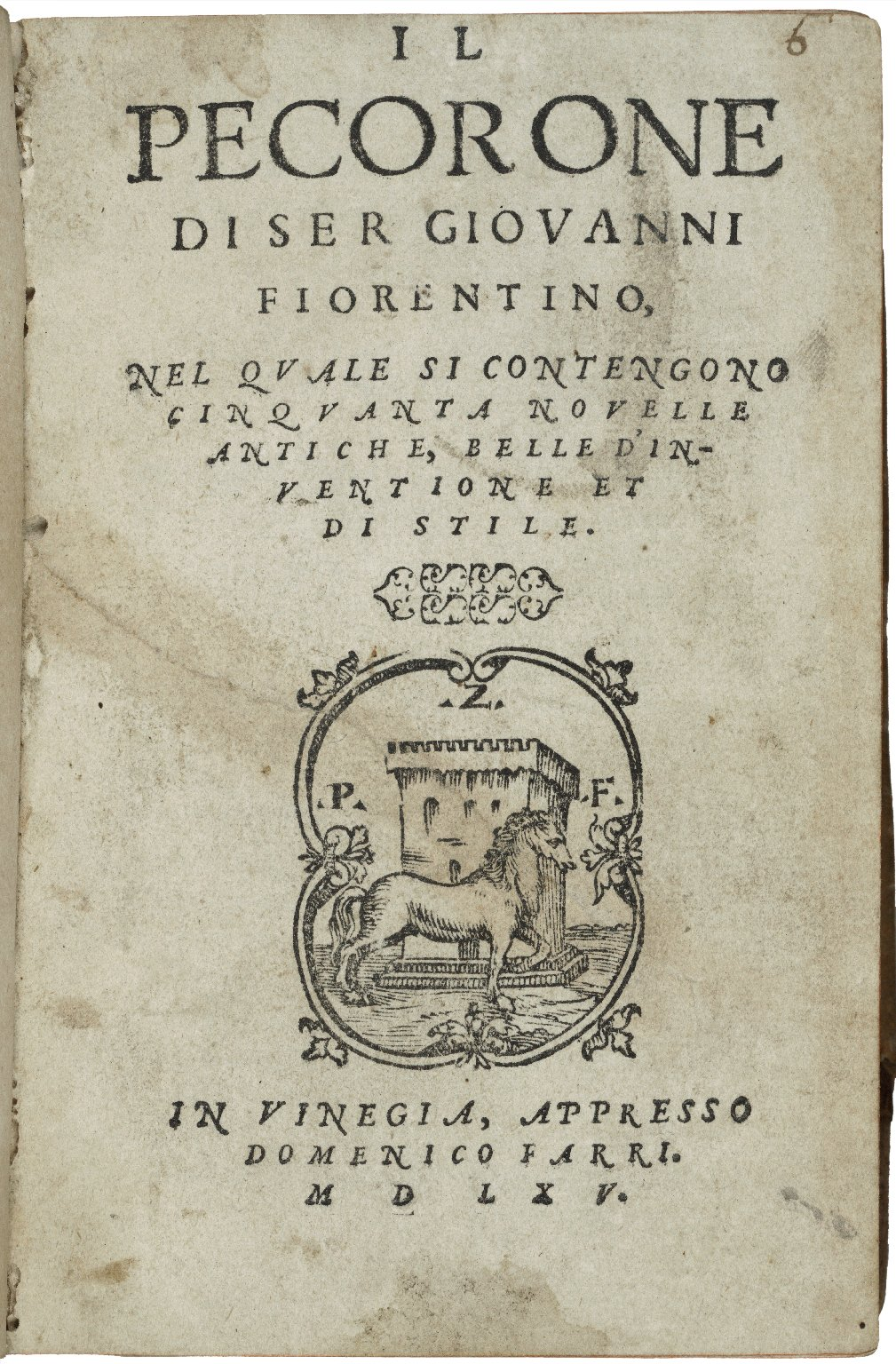
صفحة العنوان من طباعة عام 1565 لحكاية القرن الرابع عشر لجيوفاني فيورنتينو أل بيكورون.

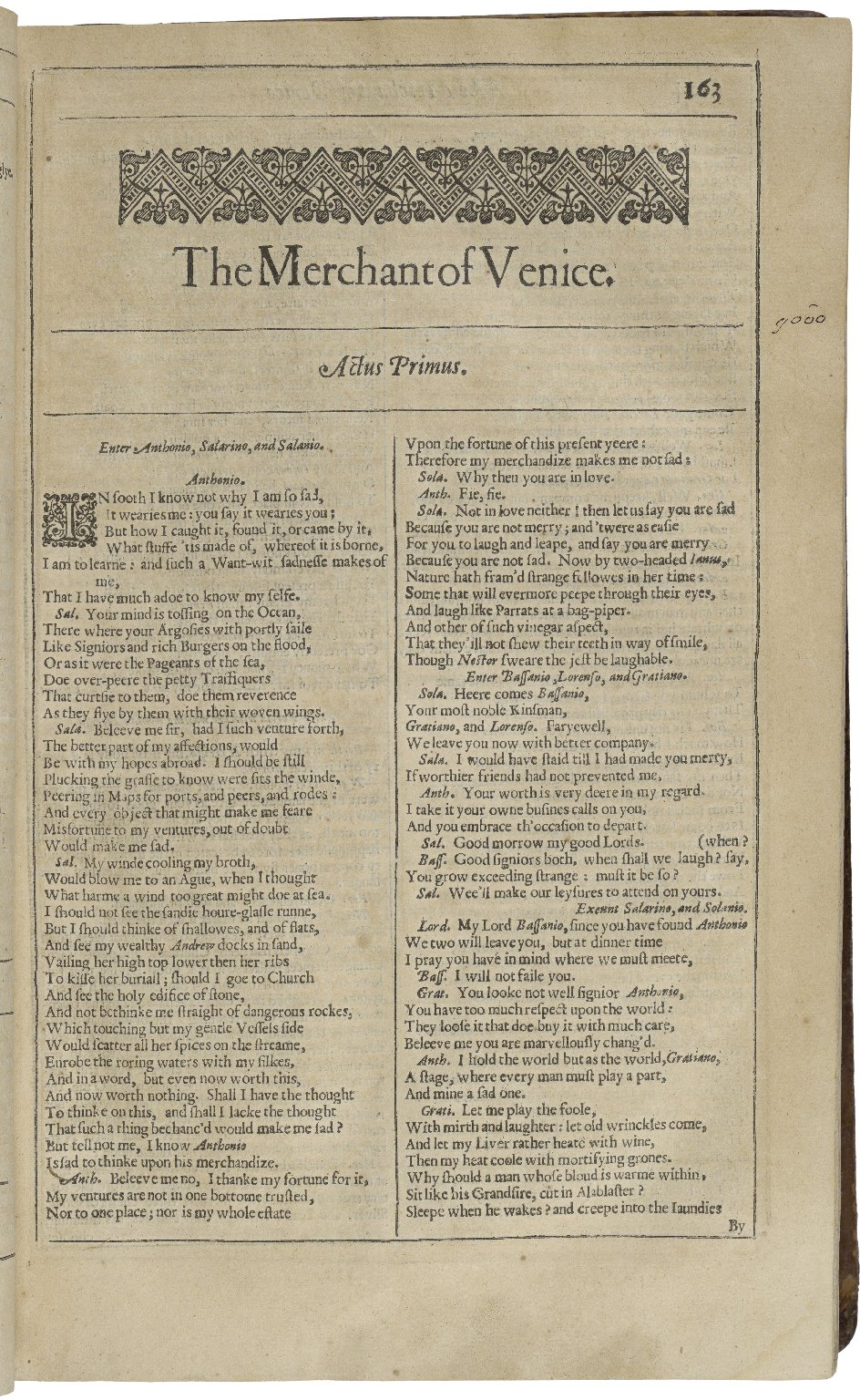
الصفحة الأولى من "تاجر البندقية"، طُبعت في الورقة الثانية لعام 1632

كان التنازل عن السندات المميتة للتاجر بعد ضمان قرض صديق له قصة شائعة في إنجلترا في أواخر القرن السادس عشر. بالإضافة إلى ذلك فإن اختبار الخاطبين في بلمونت، وإنقاذ التاجر من عقوبة «رطل من اللحم» من قبل زوجة صديقه الجديدة التي تنكرت في زي محامية ومطالبتها بخاتم الخطوبة في الدفع، كلها عناصر موجودة في حكاية القرن الرابع عشر أل بيكورون (Il Pecorone) لجيوفاني فيورنتينو، والتي نُشرت في ميلانو عام 1558. وتم العثور على عناصر من مسرح المحاكمة أيضًا في الخطيب (The Orator) بواسطة الكسندر سيلفان (Alexandre Sylvane)، الذي نُشر في الترجمة عام 1596. كما يمكن العثور على قصة الصناديق الثلاثة في جيستا رومانوروم (Gesta Romanorum)، وهي مجموعة من الحكايات التي من الممكن أنه تم تجميعها في نهاية القرن الثالث عشر.

## التاريخ والنص

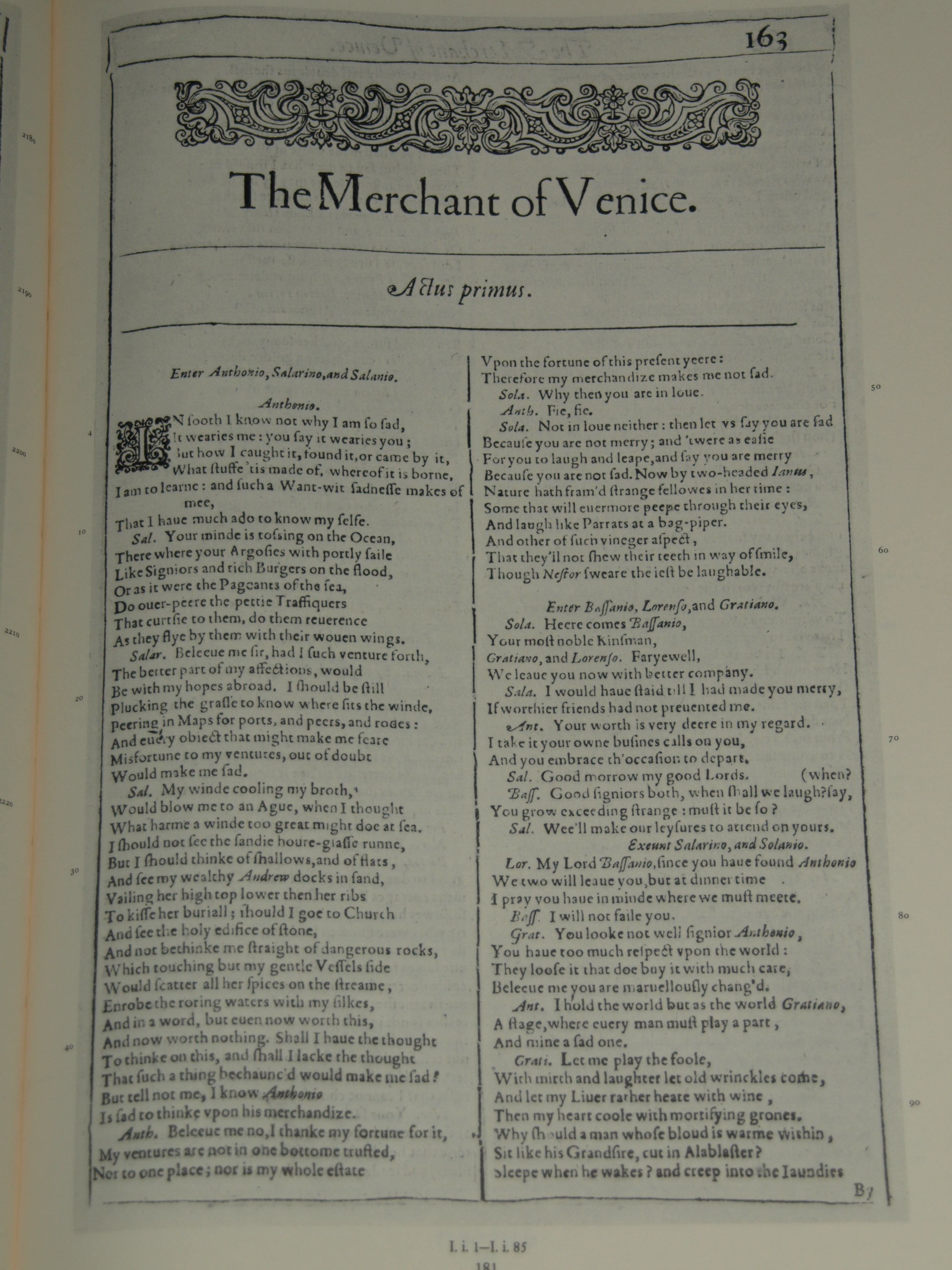
صورة للصفحة الأولى من تاجر البندقية من طبعة طبق الأصل من الفوليو الأول لمسرحيات شكسبير التي نُشرت عام 1623

يُعتقد أن تاريخ تأليف تاجر البندقية كان بين عامي 1596 و1598. فقد تم ذكر المسرحية من قِبل فرانسيس ميريس عام 1598، لذلك لا بد أنها كانت مألوفة على المسرح بحلول ذلك التاريخ. وتشير صفحة العنوان للطبعة الأولى عام 1600 إلى أنه قد تم تأديتها «أوقات الغواصين» بحلول ذلك التاريخ. ويُعتقد أن إشارة سالرينو إلى سفينته أندرو (I, i, 27) هي إشارة إلى السفينة الإسبانية سانت أندرو التي استولى عليها الإنجليز في قادس عام 1596. كما يعتبر تاريخ 1596-1597 متسقًا مع أسلوب المسرحية.
تم إدخال المسرحية في سجل شركة القرطاسية والتي كانت تعتبر الطريقة في ذلك الوقت للحصول على حقوق التأليف والنشر لمسرحية جديدة، بواسطة جيمس روبرتس في 22 يوليو 1598 تحت عنوان تاجر البندقية، والذي كان يُطلق عليه بخلاف ذلك اليهودي في البندقية. ففي 28 أكتوبر 1600 نقل روبرتس حقه في المسرحية إلى القرطاسية توماس هايز. ثم نشر هايز الربع الأول قبل نهاية العام. وتمت طباعته مرة أخرى في عام 1619 كجزء مما يسمى الملف الكاذب (False Folio) لويليام جاغارد (William Jaggard). وهو أساس النص المنشور في المطوية الأولى لعام 1623، والذي يضيف عددًا من اتجاهات المسرح خاصة الإشارات الموسيقية.

## الخلفية التاريخية
نقول الأسطورة في العصور الوسطى أن اليهود كانوا يأكلون لحم المسيحيين في عيد الفصح. يعتقد المسيحيون عمومًا أن اليهود أساءوا ليسوع المسيح. عندما يتحدث الأوروبيون عن اليهود، فإنهم يفكرون في الربا، ويمكن لليهود إقراض المسيحيين بربا ، ويسجل سفر التثنية في العهد القديم: «إقراض الأمم يمكن أن يكون بربا، لكن إقراض أخيك ليس بربا .» يحظر على المسيحيين إقراض الربا، وفي عام 1179، نص المجمع المسكوني الثالث لاتران على أنه يجب طرد المرابين. تم نبذ اليهود بشكل عام من قبل المجتمع.أمر الملك إدوارد الأول ملك إنجلترا بطرد اليهود من بريطانيا خلال فترة حكمه. في عام 1492 تم طرد اليهود من أسبانيا. في عام 1509، اندلعت حرب تحالف كامبراي، حيث جاء اليهود إلى البندقية للفرار وعاشوا في مسبك حديد قديم، وكان على هؤلاء اليهود ارتداء ملابس صفراء أو قبعات. في عام 1541، رتبت سلطات البندقية اليهود في مستوطنة أخرى، وهي المائدة الحمراء الشهيرة لاحقًا، والتي كانت بارتفاع سبعة طوابق. سُمح لليهود في وقت لاحق بأن يصبحوا من سكان البندقية وبإمكانهم الانخراط في الأنشطة التجارية. كان جميع المصرفيين الأوروبيين الأوائل تقريبًا يهود، وعاشوا في لومباردي بشمال إيطاليا.

## إثارة الجدل
«تاجر البندقية» مثير للجدل للغاية، في المرتبة الثانية بعد «هاملت» في أعمال شكسبير. هناك نقطتان رئيسيتان للجدل: أولاً، كشرير، شيلوك شرير بطبيعته، أم أنه ينتقم بجنون من خلال القمع والتمييز المتكرر؟ من زاوية شايلوك، هل المعنى الذي تنقله دراما «تاجر البندقية» معاد للسامية حقًا أم متعاطف معهم؟ النقطة الثانية هي أن مشاعر أنطونيو الغامضة تجاه باسانيو، أليست الصداقة وحدها هي التي تسمح له بهذا؟.
بسبب التحيز العنصري المتجذر، تُفسر شخصية شايلوك في عصر شكسبير دائمًا على أنه شرير كبير مدمن على المال والحياة، كما يمكن أن يراه البخلاء الأربعة المشهورون في أدبيات شيرلوك.
ومع ذلك، مع انهيار التحيز العنصري، يكون للجهات الفاعلة تفسيرات مختلفة لهذا الدور. ابتكرها الممثل البريطاني إدموند كين لأول مرة في عام 1814، وفسر شيرلوك على أنه ضحية للتمييز العنصري، والذي سيكون له تأثير كبير على الأجيال القادمة.
في المحكمة، لم يشك أنطونيو من وفاة باسانيو، وألمح إلى أنه حتى زوجة باسانيو، بورتيا، لا يمكنها فعل ذلك. لذلك، يحاول بعض العلماء، مثل دبليو إتش أودن، شرح صداقتهم .

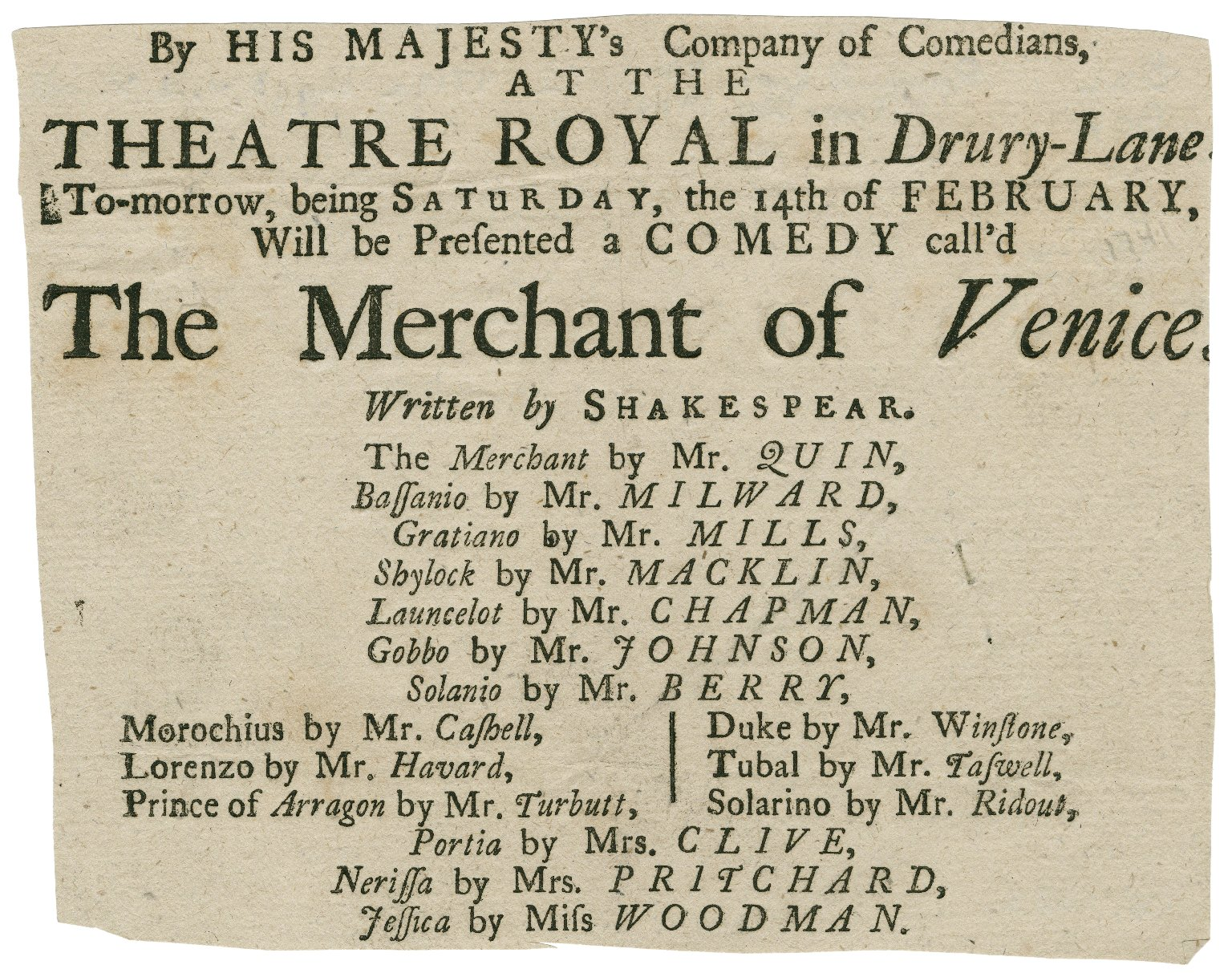
بلاي بيل (The Playbill) من إنتاج عام 1741 في مسرح رويال دروري لين

## تاريخ الأداء المسرحي
تم عقد أول أداء تم تأريخه في بلاط الملك جيمس في ربيع عام 1605، تلاه عرض ثان بعد أيام قليلة، ولكن لا يوجد سجل لأي عروض أخرى في القرن السابع عشر. وفي عام 1701 قام جورج جرانفيل باقتباس ناجح بعنوان يهودي البندقية مع توماس بيترتون في دور باسانيو. كانت هذه النسخة (التي ظهر فيها قناع) شائعةً، وتم تمثيلها على مدار الأربعين عامًا التالية. وقطع جرانفيل المهرج غوبوس بما يتماشى مع اللياقة الكلاسيكية الجديدة. وأضاف مشهدًا للسجن بين شيلوك وأنطونيو، ومشهدًا أكثر امتدادًا لشرب نخب في مشهد مأدبة. كان توماس دوجيت هو شيلوك، حيث لعب الدور بشكل كوميدي وربما حتى هزلي. وأعرب رو عن شكوكه حول هذه التأدية منذ أوائل عام 1709 إذ يعني نجاح دوجيت في الدور أن الإنتاجات اللاحقة ستظهر مهرج الفرقة باسم شيلوك.
في عام 1741 عاد تشارلز ماكلين إلى النص الأصلي في إنتاج ناجح للغاية في دروري لين، مما مهد الطريق لإدموند كين بعد سبعين عامًا (انظر أدناه).
كتب آرثر سوليفان موسيقى عرضية للمسرحية في عام 1871.

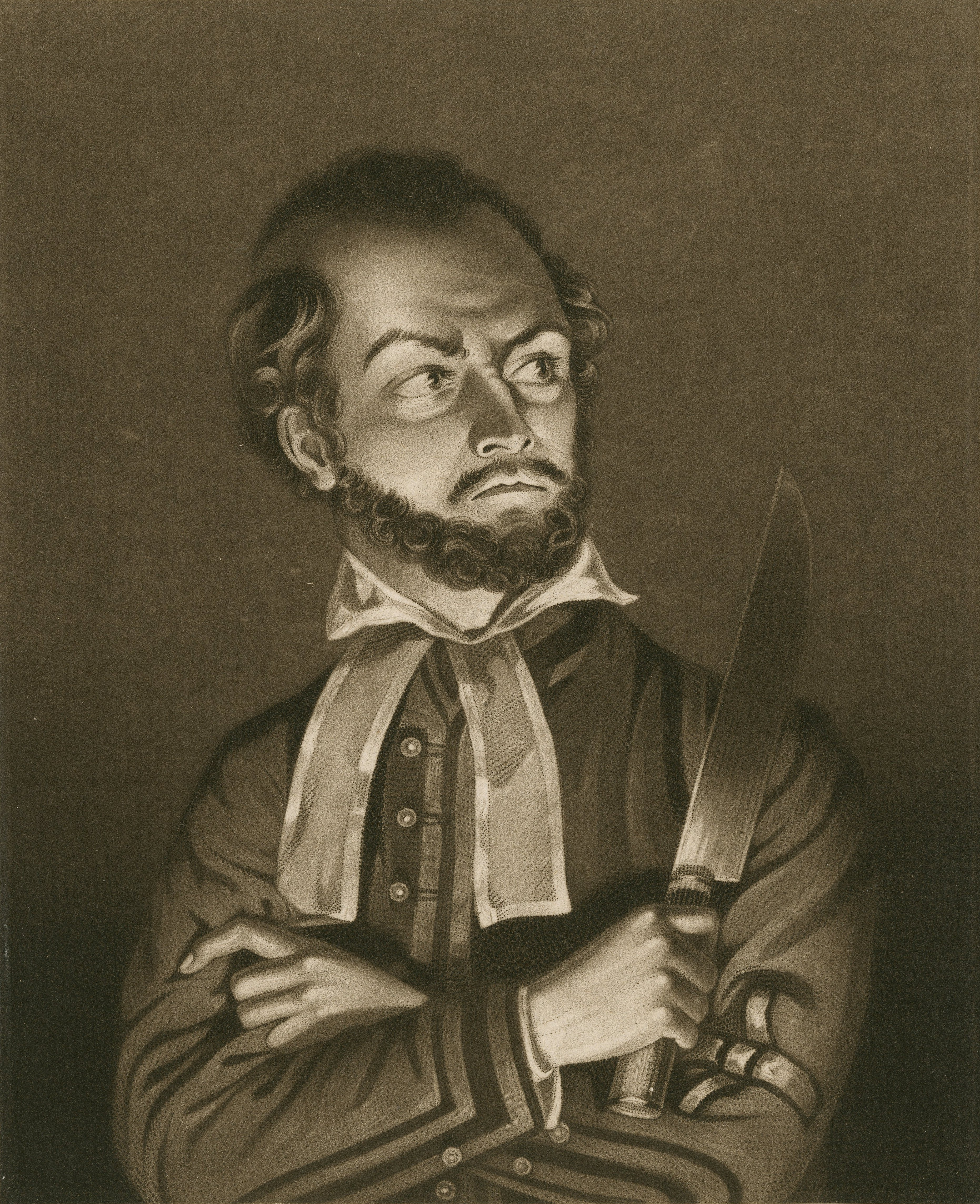
طبعة لإدموند كين في دور شيلوك في أداء من أوائل القرن التاسع عشر

### شيلوك على خشبة المسرح
ذكر الممثل اليهودي جاكوب أدلر وآخرون أن تقليد لعب شيلوك بدأ بشكل تعاطفي في النصف الأول من القرن التاسع عشر مع إدموند كين، وكان الدور الذي لعبه في السابق «ممثل كوميدي كمهرج بغيض أو بدلاً من ذلك كوحش من الشر غير المعافى». وأسست نسخة شيلوك التي أداها كين سمعته كممثل.
من وقت كين إلى ما بعده اختار جميع الممثلين الذين اشتهروا بهذا الدور باستثناء إدوين بوث الذي لعب دور شيلوك كشرير بسيط أسلوبًا متعاطفًا مع الشخصية، حتى والد بوث جونيوس بروتوس بوث لعب الدور بتعاطف. إن تصوير هنري إيرفينغ لشيلوك الأرستقراطي الفخور (شوهد لأول مرة في المدرسة الثانوية عام 1879، مع دور بورتيا من قبل إيلين تيري) أطلق عليه «قمة حياته المهنية». كان جاكوب أدلر الأبرز في أوائل القرن العشرين: لعب أدلر دورًا في ترجمة اللغة اليديشية، أولاً في منطقة المسرح اليديشية في مانهاتن في الجانب الشرقي الأدنى، ولاحقًا في برودواي، حيث أدى الدور في اليديشية في إنتاج باللغة الإنجليزية.
قدم كين وإيرفينغ لشيلوك مبررًا في رغبته في الانتقام، تطورت نسخة شيلوك التي أداها أدلر عبر السنوات التي لعب فيها الدور أولاً بصفته شريرًا شكسبيريًا، ثم كرجل تم التغلب على طبيعته الأفضل من خلال الرغبة في الانتقام، وأخيراً كرجل يعمل ليس من الانتقام ولكن من الكبرياء. وفي مقابلة مع مجلة المسرح عام 1902 أشار أدلر إلى أن شيلوك رجل ثري، «غني بما يكفي للتخلي عن الاهتمام بثلاثة آلاف دوكات» وأن أنطونيو «بعيد كل البعد عن الرجل النبيل الذي صُنع للظهور على أساسه. ولقد أهان اليهودي وبصق عليه، لكنه جاء بأدب ورياء ليقترض منه المال». عيب شيلوك القاتل هو الاعتماد على القانون لكن «ألا يخرج من قاعة المحكمة منتصبًا، وهو تمجيده يتسم بالتحدي الكراهية والازدراء؟»
تأخذ بعض الإنتاجات الحديثة مزيدًا من الجهود لإظهار مصادر تعطش شيلوك للانتقام. فعلى سبيل المثال في فيلم 2004 المقتبس من إخراج مايكل رادفورد وبطولة آل باتشينو في دور شيلوك، يبدأ الفيلم بنص ومونتاج لكيفية إساءة معاملة يهود البندقية بقسوة من قبل المسيحيين المتعصبين. وتجذب إحدى اللقطات الأخيرة للفيلم الانتباه أيضًا إلى حقيقة أن شيلوك بصفته متحولًا، كان سيخرج من الجالية اليهودية في البندقية، ولم يعد مسموحًا له بالعيش في الحي اليهودي. ويظهر تفسير آخر لشيلوك ورؤية لكيفية «يجب أن يتصرف» في ختام السيرة الذاتية لألكسندر جراناش، وهو ممثل مسرحي وفيلم يهودي بارز في مدينة فايمار الألمانية (ولاحقًا في هوليوود وبرودواي).

## الاقتباسات والمراجع الثقافية
لقد ألهمت المسرحية العديد من تعديلات الكتب والعديد من الأعمال الخيالية.

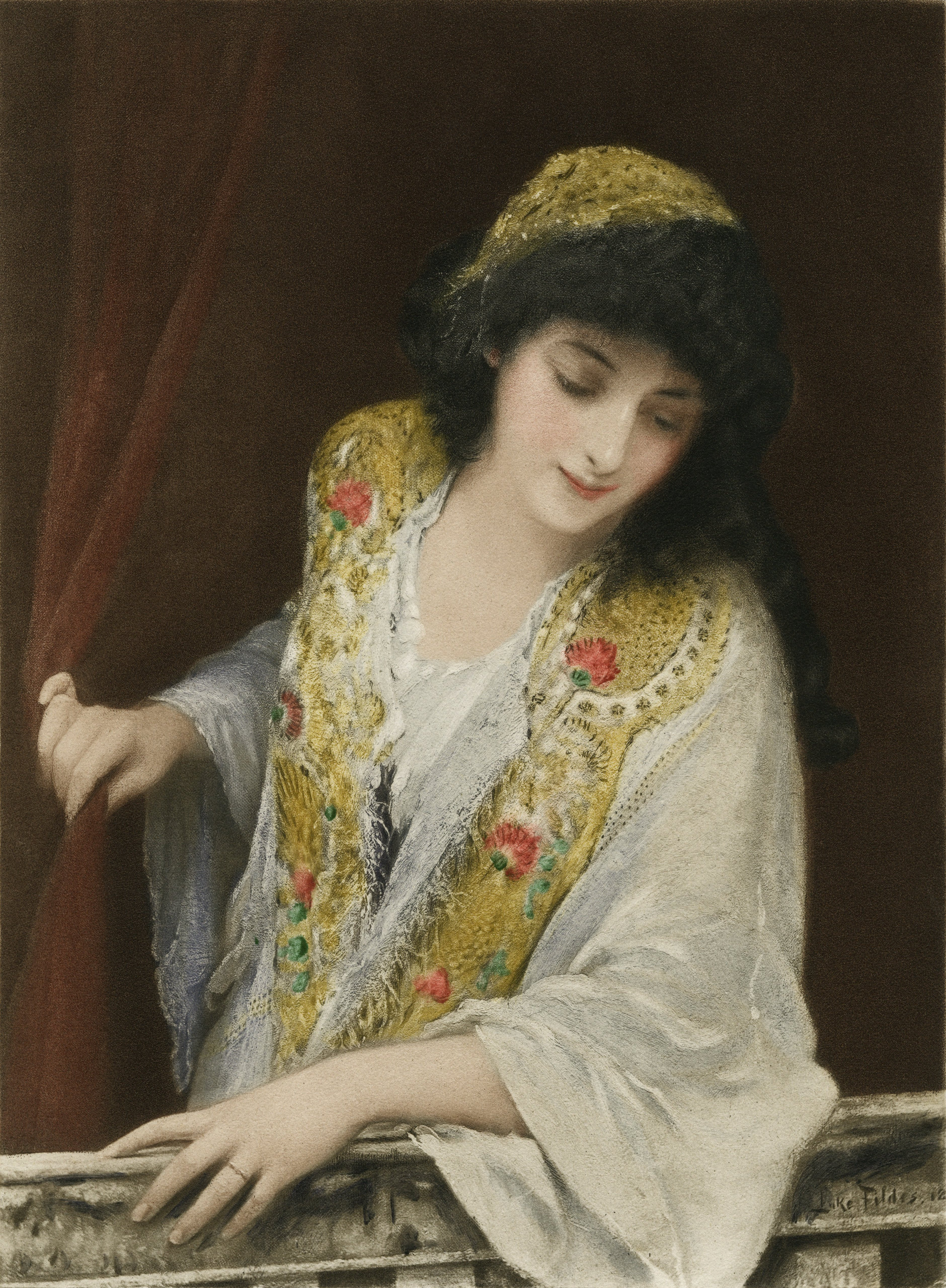
رسم تصويري لجيسيكا من معرض الجرافيك لبطلات شكسبير

### نسخة السينما والتلفزيون والراديو
- 1914 - تاجر البندقية، فيلم صامت من إخراج لويس ويبر وفيليبس سمالي.

لعبت ويبر دور بورتيا وزوجها سمالي لعب دور شيلوك. ومع هذا الفيلم أصبحت ويبر أول امرأة تقوم بإخراج فيلم روائي طويل في أمريكا.
- 1916 - تاجر البندقية، فيلم بريطاني صامت فاشل من إنتاج والتر ويست لبرودويست..[22]
- 1923 - تاجر البندقية دير كوفمان فون فينيديغ (Der Kaufmann von Venedig)، وهو أيضًا يهودي من مستري، فيلم ألماني صامت من إخراج بيتر بول فيلنر.

على الرغم من أنها تستند جزئيًا على مسرحية شكسبير، إلا أنها استندت أيضًا على كتاب كريستوفر مارلو «يهودي مالطا»، بالإضافة إلى قصص جيوفاني فيورنتينو وماسوشيو ساليرنيتانو وبيترو أريتينو.
- 1941 - شيلوك، وهو فيلم هندي بلغة التاميل أخرجه الثنائي سما رامو.[24]
- 1969 - تاجر البندقية، فيلم تلفزيوني غير مطروح مدته 40 دقيقة من إخراج وبطولة أورسون ويلز. تم الانتهاء من الفيلم ولكن سُرقت الموسيقى التصويرية للجميع باستثناء البكرة الأولى قبل إصدارها.[25]
- 1972 - تاجر البندقية، نسخة تلفزيونية مسجلة على بي بي سي من إخراج سيدريك ميسينا لبرنامج بي بي سي مسرحية الشهر.[26]

يشمل فريق التمثيل ماجي سميث وفرانك فينلي وتشارلز جراي وكريستوفر جابل.
- 1973 - نسخة التليفزيون البريطاني تاجر البندقية من إخراج جون سيشل. بث في الولايات المتحدة عبر أيه بي سي-تي في.[27][28]

تدور أحداث الفيلم في أواخر العصر الفيكتوري، وشمل الممثلون لورانس أوليفييه في دور شيلوك، وأنتوني نيكولز في دور أنطونيو، وجيريمي بريت في دور باسانيو، وجوان بلورايت في دور بورتشيا.
- 1980 - تاجر البندقية، نسخة لشكسبير تلفزيون بي بي سي من إخراج جاك جولد.[29]

يشمل طاقم الممثلين جيما جونز في دور بورتشيا ووارن ميتشل في دور شيلوك وجون نيتلز في دور باسانيو.
- 1996 - تاجر البندقية، فيلم تلفزيوني على القناة الرابعة من إخراج آلان هوروكس.[30]

شمل طاقم العمل بوب بيك في دور شيلوك وهايدن جوين في دور بورتشيا.
- 2001 - تاجر البندقية، إنتاج المسرح الملكي الوطني ومن إخراج تريفور نان.[31]

حول عام 1930 لعب هنري جودمان دور شيلوك.
- 2002 - تاجر البندقية الماوري، من إخراج دون سيلوين.[32]
- باللغة الماورية مع ترجمة باللغة الإنجليزية. استند هذا الفيلم إلى الترجمة إلى الماوري للمسرحية التي كتبها باي تي هورينوي جونز في عام 1945.[32]
- 2003 - في فيلم شكسبير ميرشانت، فيلم من إخراج بول واغار، تربط أنطونيو وباسانيو علاقة غريبة.[33][34]
- 2004 - تاجر البندقية، من إخراج مايكل رادفورد وإنتاج باري نافيدي.

كان هذا أول اقتباس «على الشاشة الكبيرة» للمسرحية. شمل فريق التمثيل آل باتشينو في دور شيلوك، وجيريمي آيرونز في دور أنطونيو، وجوزيف فينيس في دور باسانيو، ولين كولينز في دور بورتشيا، وزوليخا روبنسون في دور جيسيكا.
- بث على إذاعة بي بي سي 3 في 22 أبريل 2018 ونقل الحبكة من البندقية إلى مدينة لندن والأزمة المالية 2007-2008. ضم الممثلون أندرو سكوت في دور شيلوك، وراي فيرون في دور أنطونيو، وكولين مورغان في دور باسانيو، وهايلي أتويل في دور بورتشيا، ولورين كورنيليوس في دور جيسيكا.[36]

### الأوبرا
- تم عرض أوبرا جيسيكا التشيكية المكونة من ثلاثة أعمال لجوزيف بوهوسلاف فورستر لأول مرة في مسرح براغ الوطني في عام 1905.[37][38]
- تم عرض أوبرا رينالدو هان الفرنسية المكونة من ثلاثة مقاطع لو مارشاند دي فينيس لأول مرة في أوبرا باريس في 25 مارس 1935.[39][40]
- عُرضت أوبرا الراحل أندريه تشايكوفسكي (1935-1982) تاجر البندقية في مهرجان بريجنز[41][42] في 18 يوليو 2013.

### المراجع الثقافية

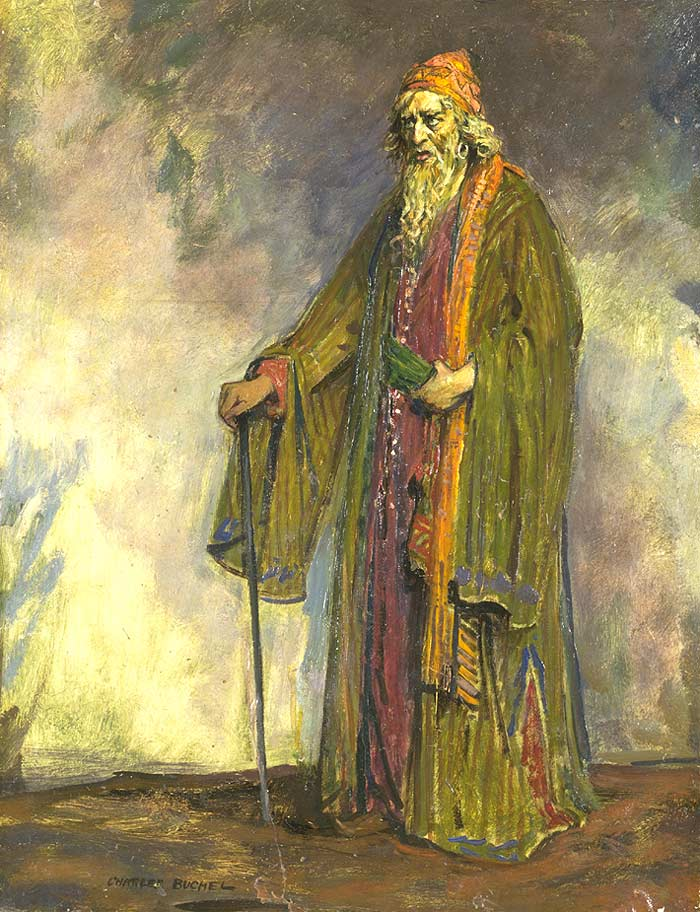
شجرة السير هربرت بيربوم في صورة شيلوك، رسمها تشارلز بوشل (1935- 1895)